# Stèle de la tempête
La stèle de la tempête est une des stèles érigées par le pharaon Amôsis, premier souverain de la XVIIIe dynastie, à la suite d'une tempête destructrice accompagnée d'inondations au cours de son règne.
Des fragments de cette stèle ont été découverts dans le 3e pylône du temple de Karnak à Thèbes entre 1947 et 1951 par la mission française. Une description de la restauration de la stèle et la traduction de ce texte ont été publiées par Claude Vandersleyen en 1967, puis l'année suivante il a ajouté deux autres fragments, l'un du haut de l'inscription et un petit morceau de la ligne 10 du texte restauré, qui avait été récupéré par des archéologues égyptiens dans le nettoyage final des fondations.
Chaque côté de la stèle porte la même inscription ; la partie supérieure, après avoir donné la titulature royale et une récitation des cérémonies religieuses, décrit la tempête. C'est la partie de la stèle la plus endommagée, il y a donc de nombreuses lacunes dans la description météorologique. La description de la tempête est suivie d'un texte presque complet qui précise les mesures prises par le roi pour soulager la détresse du peuple et pour réparer les dommages à Thèbes.
Selon Vandersleyen, la stèle de la tempête ne peut pas être précisément datée du règne d'Ahmôsis, mais elle doit avoir été érigée avant l'an 22 de son règne. Cela place l'événement, soit entre 1550 et 1528 av. J.-C., ou entre 1539 et 1517 av. J.-C., selon les évaluations de la chronologie. Il doit cependant y avoir peu de temps écoulé entre la tempête elle-même et l'instant où la stèle a été érigée pour commémorer l'achèvement des réparations effectuées à Thèbes. Un film documentaire de 2017 réalisé par Olivier Vandersleyen, La Stèle de la Tempête - révélations sur l'Exode et les Plaies d'Égypte, revient sur la datation de la stèle et l'origine probable de cette tempête.
Les archéologues Nadine Moeller et Robert K. Ritner affirment en 2014 qu'il « est maintenant temps d'envisager la possibilité que la stèle de la Tempête soit effectivement une preuve contemporaine de l'événement cataclysmique de Théra ».
Ian Shaw, propose une autre interprétation, il y voit une propagande du pharaon visant à couvrir les dépenses des officiels de la XVIIe dynastie prises sur les temples pendant le conflit avec les Hyksôs.

## Extraits du texte de la stèle
- ligne 7 : [...] les dieux ont exprimé
- ligne 8 : leur mécontentement [...] les dieux (?), le ciel viennent avec de la tempête (pluie ?), elle a causé l'obscurité dans la région de l'Ouest, le ciel était
- ligne 9 : déchaîné, sans [...] plus que le grondement de la foule [...] était puissant [...] sur les montagnes plus que la turbulence de
- ligne 10 : la cataracte à Éléphantine. Chaque maison, [...] chaque logement (ou chaque endroit couvert) que celle-ci parvienne [...]
- ligne 11 : [...] flottent dans l'eau comme les barques de papyrus (à l'extérieur?) de la résidence royale pour [...] jour (s),
- ligne 12 : sans aucune lumière de flambeau. Ensuite, Sa Majesté a dit : « Comment ces (événements) peuvent surpasser la puissance du grand dieu et les volontés des divinités ! » Et Sa Majesté est descendue
- ligne 13 : dans son bateau, sa cour à sa suite. Les (gens étaient ?) à l'est et à l'ouest, en silence, car ils n'avaient plus de vêtements (?) sur eux
- ligne 14 : après que la puissance du dieu s'est manifestée. Ensuite, Sa Majesté est arrivée à Thèbes [...] cette statue, elle a reçu ce qu'elle avait souhaité.
- ligne 15 : Sa Majesté a décidé de renforcer les deux terres, à cause de l'eau à évacuer sans (l'aide de) ses (hommes ?), de leur donner l'argent,
- ligne 16 : avec de l'or, du cuivre, de l'huile, de l'habillement, avec tous les produits qu'ils souhaitent ; ensuite Sa Majesté est rentrée dans le palais - vie, force, santé.
- ligne 17 : C'est alors que Sa Majesté a été informée que les tombes funéraires ont été envahies (par l'eau), que les chambres funéraires avaient été endommagées, que les structures des murs ont été compromises, que les pyramides se sont effondrées ?
- ligne 18 : tout ce qui existe a été annihilé. Sa Majesté a ensuite ordonné la réparation des chapelles, qui étaient tombées en ruines dans tous les pays, la restauration des
- ligne 19 : monuments des dieux, la reconstruction de leurs enceintes, le remplacement des objets sacrés dans la chambre des apparitions, la nouvelle fermeture de l'endroit secret, la réintroduction
- ligne 20 : dans leurs naoi des statues qui étaient couchées sur le sol, la reconstruction des autels détruits par l'incendie, le rétablissement des tables d'offrandes sur leurs pieds, à leur assurer la fourniture d'offrandes,
- ligne 21 : l'augmentation des revenus de leur personnel, de la restauration du pays à son état antérieur. Ils ont tout fait, comme le roi l'avait ordonné.